# André Henry
André Henry (Xhendelesse, 1865 - Froidmont, 1911) was een Belgisch wielrenner. Hij was de winnaar van de allereerste Parijs-Brussel in 1893. Hij kon echter niet omgaan met de roem en was al snel aan de drank. Zijn carrière duurde dan ook maar van 1893 tot 1897.

Hij werd invalide door een ernstig ongeluk met een machine op zijn werk in 1909. Men vermoedde toen dat het om een poging tot zelfmoord ging. Al snel kwam hij in de psychiatrie terecht. Door iedereen verlaten stierf hij in 1911.

## Belangrijkste overwinningen
- 1893
  - Brussel-Spa
  - Parijs-Brussel
- 1894
  - Parijs-Dinant
  - Verviers-Dinant-Verviers
- 1896
  - Chaudfontaine-Huy-Chaudfontaine